# Lough Ramor
Lough Ramor (irisch Loch Ramhar) ist ein See in Irland im County Cavan.

## Lage
Der See liegt im Süden des County Cavan nahe der Grenze zum County Meath. Einzig größerer Ort ist Virginia, der an seinem Nordufer liegt. Die Nationalstraße N4 führt mehrere Kilometer an seinem östlichen Ufer entlang.

## Eigenschaften
Lough Ramor ist recht flach; an der tiefsten Stelle sind es im nordwestlichen Teil circa 5,2 m.
Der See hat circa 30 Inseln, die oft aber nur knapp über die Wasseroberfläche hinausragen. Viele davon sind menschengemachte, kleine, runde Crannógs.

## Name
Der Name des Sees war ursprünglich auf Irisch Loch Muinreamhair nach dem Spitznamen einer Person  Muinreamhar, was „fetter Hals“ bedeutet. Dies wurde auf Loch Ramhar („fetter See“) gekürzt; der Name ist in dieser Form mindestens seit dem 16. Jahrhundert bekannt.